# Elaeagnus micrantha
Elaeagnus micrantha — вид квіткових рослин з родини маслинкових (Elaeagnaceae). Поширення: Китай (північний Юньнань).

## Середовище
Населяє відкриті гірські схили; на висотах 2400–2500 метрів.

## Біоморфологічна характеристика
Це прямовисний листопадний або напіввічнозелений кущ 2–3 метри заввишки. Колючок не видно; молоді гілки з щільними жовтувато-коричневими лусками. Ніжка листка 7–10 мм, з жовтувато-зеленими лусками, подібними до лусочок на верхній поверхні листка; листова пластинка знизу світло-зелена, зверху коричнево-зелена при висиханні, еліптична або обернено-ланцетна, 5–8.5 × 2–3.5 см, знизу з ± суміжними або окремими сірувато-білими лусочками, іноді також з кількома зірчастими волосками, зверху з лусками, бічні жилки 4–6 з кожного боку середньої жилки, тонкі та непомітні, основа тупа або округла, край цілокраї, верхівка загострена. Квітки часто по 3–6 у густому пазушному кластері, світло-коричневі або білі, дрібні, зовні з коричневими та білими лусками, волоски відсутні, луски не шипасті, нерівномірно неглибоко лопатевими, коротко бахромчасті. Квітконіжка 3–5 мм. Трубка чашечки чашоподібно-зворотноконічна, 3–3.5 мм; частки яйцеподібні або яйцеподібно-трикутні, 2–2.5 мм, всередині з густими зірчастими волосками/глибоко розділеними лусками, вони не притиснуті. Цвітіння: з жовтня по грудень.